# Yugoslavia en la Copa Mundial de Fútbol de 1950
Yugoslavia fue una de las 13 selecciones participantes en la Copa Mundial de Fútbol de Brasil 1950, la cual fue su segunda participación en un mundial.

## Clasificación

### Primera Ronda
| Equipo 1   | Agr. | Equipo 2 | Ida | Vuelta |
| ---------- | ---- | -------- | --- | ------ |
| Yugoslavia | 11–2 | Israel   | 6–0 | 5–2    |

### Segunda Ronda
| Equipo 1   | Agr.        | Equipo 2 | Ida | Vuelta | 3er partido |
| ---------- | ----------- | -------- | --- | ------ | ----------- |
| Yugoslavia | 5-4 (t. s.) | Francia  | 1–1 | 1–1    | 3–2         |

## Jugadores
Estos fueron los 22 jugadores convocados para el torneo:

## Resultados
Yugoslavia fue eliminada en la fase de grupos.
| País       | J | G | E | P | GF | GC | GD | PTS |
| ---------- | - | - | - | - | -- | -- | -- | --- |
| Brasil     | 3 | 2 | 1 | 0 | 8  | 2  | +6 | 5   |
| Yugoslavia | 3 | 2 | 0 | 1 | 7  | 3  | +4 | 4   |
| Suiza      | 3 | 1 | 1 | 1 | 4  | 6  | −2 | 3   |
| México     | 3 | 0 | 0 | 3 | 2  | 10 | −8 | 0   |

| 25 de junio de 1950 | Yugoslavia                               | 3-0     | Suiza | Estádio Independência, Belo Horizonte                      |                                                            |
|                     | Mitić 59' · Tomašević 70' · Ognjanov 84' | Reporte |       | Asistencia: 7336 espectadores Árbitro(s): Giovanni Galeati | Asistencia: 7336 espectadores Árbitro(s): Giovanni Galeati |

| 28 de junio de 1950 | Yugoslavia                                       | 4-1     | México           | Estádio dos Eucaliptos, Porto Alegre                       |                                                            |
|                     | Bobek 20' · Ž. Čajkovski 23' 51' · Tomašević 81' | Reporte | Ortiz 89' (pen.) | Asistencia: 11 078 espectadores Árbitro(s): Reginald Leafe | Asistencia: 11 078 espectadores Árbitro(s): Reginald Leafe |

| 1 de julio de 1950 | Brasil                  | 2-0     | Yugoslavia | Estádio do Maracanã, Río de Janeiro                             |                                                                 |
|                    | Ademir 4' · Zizinho 69' | Reporte |            | Asistencia: 142 429 espectadores Árbitro(s): Benjamin Griffiths | Asistencia: 142 429 espectadores Árbitro(s): Benjamin Griffiths |